# Arresto de 21 activistas LGBT+ ghaneses
El 20 de mayo de 2021, 21 activistas por los derechos LGBTQ+ en Ghana fueron arrestados en un hotel en Ho del distrito municipal de Ho, durante una asamblea en la que los activistas estaban discutiendo el trato de los derechos humanos de las personas LGBT+ en el país. Los arrestos provocaron la condena internacional y el surgimiento de un movimiento bajo el lema #ReleaseThe21 (del inglés, «#SoltarALos21») que pedía su liberación y el fin de la violencia estatal contra la comunidad LGBT+ de Ghana. En la última audiencia judicial, el 11 de junio de 2021, a los activistas se les concedió la libertad bajo fianza en su cuarta solicitud. El caso fue desestimado el 5 de agosto de 2021 por falta de pruebas sobre el cargo de reunión ilegal.

## Contexto
La homosexualidad es ilegal en muchas partes de África y en Ghana está criminalizada desde la década de 1860. Aunque existen organizaciones LGBTQ+, sólo se les permite hablar de derechos humanos, pero no promover ni practicar sexo gay, práctica castigada con hasta tres años de prisión.
En febrero de 2021, el centro comunitario dedicado a la comunidad LGBT de la asociación LGBT+ Rights Ghana tuvo que cerrar sus puertas en medio de la creciente presión de grupos religiosos y organizaciones homófobas contra las minorías sexuales. El actor Idris Elba junto con el editor jefe de British Vogue, Edward Enninful, y la modelo Naomi Campbell firmaron una carta abierta dirigida al gobierno de Ghana para abordar el tema de la discriminación y la legalización de la homosexualidad en Ghana.
Las cuestiones LGBTQ+ a menudo se consideran parte de una agenda occidental que intenta difundir los valores estadounidenses o europeos en un país, lo que ha llevado a altos niveles de discriminación contra las personas LGBT+, incluyendo chantajes, extorsiones y agresiones.
En abril de 2018 el presidente Nana Akufo-Addo tuvo que aclarar las declaraciones que hizo al medio de comunicación Al Jazeera sobre los derechos de los homosexuales en el país. Uno de los portavoces de su oficina respondió que el presidente no estaba dispuesto a legalizar el sexo homosexual en Ghana y que no habría cambios en las leyes existentes después de que el partido de oposición Congreso Nacional Democrático (NDC) le pidiera concretar su postura.
Después de que el centro LGBT de Accra se viera obligado a cerrar, muchas celebridades negras mostraron su simpatía por la comunidad LGBT+ de Ghana; entre ellos los actores Idris Elba y Michaela Coel, que firmaron una carta bajo el hashtag #GhanaSupportsEquality (del inglés, «#GhanaApoyaLaIgualdad»). Human Rights Watch también condenó el allanamiento y el cierre del centro. Aun así, miembros de la propia organización, como Alex Kofi Donkor, y otras personas de LGBT+ Rights Ghana, han declarado que no huirán ni abandonarán Ghana y que continuarán luchando por el reconocimiento de sus derechos. Donkor afirmó que las autoridades habían limitado aún más sus actividades a solo programas «relacionados con la salud». Donkor también dijo que, si bien la reacción de los ghaneses hacia el colectivo LGBT+ era mixta, no lo era de forma abierta contra ellos, y también le agradeció al cantante Boy George el lanzamiento de una canción en apoyo a la comunidad gay de Ghana. Según Donkor, era «conmovedor ver todo este apoyo» proveniente de la comunidad internacional.
Tras estas declaraciones de Donkor, un grupo de parlamentarios liderado por Sam Nartey George del NDC dijo que, junto a otros legisladores, ejercerían más presión para criminalizar la promoción de los derechos LGBTQ+ en el país. George escribió en redes sociales que el pueblo ghanés tenía la obligación de defender «lo que nos identifica como personas» y pidió ayuda para combatir «la plaga y la perversión que representa la homosexualidad». En respuesta, LGBT+ Rights Ghana instó al presidente Akufo-Addo a garantizar la paz y la seguridad de las personas homosexuales en Ghana, y señaló que la organización no tenía como objetivo legalizar las uniones civiles entre personas del mismo sexo.

## Arrestos y procedimientos judiciales
El 20 de mayo de 2021, un grupo de defensores de los derechos LGBT+ (16 mujeres y cinco hombres) celebraron una reunión en la ciudad de Ho, en la región sureste del Volta de Ghana. El grupo se reunió en un hotel para enfermeras y parteras para compartir información sobre cómo documentar las violaciones de los derechos LGBT+ en Ghana y trajo consigo varios folletos, incluidos algunos sobre "Salir del armario" y "Todo sobre las personas trans".
Poco después de que comenzara la reunión, la policía entró al hotel por la fuerza y los arrestó bajo las leyes contra la homosexualidad, reunión ilegal y promoción de la agenda LGBTQ+. Esto fue visto como la última ofensiva contra las personas LGBT en el país y los arrestos fueron condenados enérgicamente, ya que no existen parámetros legales que prohíban que se discuta la mejora de la vida de las personas LGBT+ en asamblea, según la organización Rightify Ghana, que también acusó, junto a un académico, de privar a los activistas arrestados el acceso a asesoramiento legal.
Poco después de los arrestos, el hashtag #ReleaseThe21 se hizo viral en Twitter en Ghana, pero la petición de una organización LGBT ante el Tribunal de Circuito de Ho para liberarlos fue rechazada.
El departamento de policía de Ho emitió un comunicado en el que afirmaba que los activistas arrestados «defendían actividades LGBTQI» y añadió: «El comando advierte al público, en particular a los padres, que tengan cuidado con las actividades de las personas involucradas en esta mala conducta y las denuncien a la policía».
Su primera comparecencia ante el tribunal estaba prevista para el 4 de junio de 2021, donde se leyeron los cargos en su contra y se retrasó su solicitud de libertad bajo fianza unos días. Los abogados de los activistas señalaron que promover los derechos LGBT no es un delito en Ghana. El 8 de junio de 2021, el Tribunal de la ciudad de Ho denegó la libertad bajo fianza a los 21 activistas y ordenó que la próxima audiencia del caso se celebrara el 16 de junio. Una de las abogadas de los activistas, Julia Selman Ayetey, no dio más detalles sobre por qué el Tribunal Superior de Ho les negó la libertad bajo fianza y anticipó que ya habían presentado la solicitud ante el Tribunal de circuito.
El 11 de junio de 2021 los activistas fueron liberados bajo una fianza de casi 900 dólares, quedando a la espera de que su caso se reanudara en una fecha posterior.
El 16 de junio de 2021, el juez del Tribunal de Circuito Felix Datsomor concedió al fiscal estatal un aplazamiento para obtener más asesoramiento e instrucciones debido a que el caso se había visto estancado en la jurisdicción del fiscal general.
El 5 de agosto de 2021 un tribunal desestimó el caso por falta de pruebas sobre los cargos de reunión ilegal y absolvió a los 21 activistas de seguir siendo procesados.

### Demanda por abuso de derechos constitucionales
El 14 de junio de 2022, 4 de los 21 activistas detenidos previamente por "reunión ilegal" presentaron una demanda contra el Inspector General de Policía y el Fiscal General de Ghana por su arresto y detención ilegales. Los activistas recibieron el apoyo del Queer Ghana Education Fund (QuGEF) y Coalition for SupportGH, entre otras organizaciones LGBTI+.

## Reacciones
La Organización de las Naciones Unidas condenó enérgicamente la “detención arbitraria” de los activistas y pidió su liberación a través de sus departamentos de discriminación contra las personas LGBT+ y detenciones arbitrarias. En sus palabras de condena por la presunta detención arbitraria y petición de respeto a los derechos de las personas LGBT+, la ONU añadió e instó «[...] el gobierno de Ghana (debe) liberarles de forma inmediata e incondicional».
El departamento de Estado de los Estados Unidos también condenó los arrestos e instó al gobierno de Ghana a «defender las protecciones constitucionales de los derechos humanos» e instó a todos los ghaneses a respetar las disposiciones de la constitución de Ghana que garantizan la libertad de expresión y de reunión pacífica.
La Unión Europea y los donantes de ayuda a Ghana también pidieron al país la liberación inmediata de los activistas y el respeto de sus derechos humanos y su derecho a la libre reunión.
El Banco Mundial y la agencia de noticias canadiense Thomson Reuters, entre otros donantes de ayuda a Ghana, pidieron a las autoridades el respeto a los derechos de los activistas y su liberación inmediata. Los donantes declararon además que estaban «monitorizando de cerca la evolución de la situación».
Tras concederse la libertad bajo fianza, Human Rights Watch instó al fiscal general de Ghana a retirar los cargos contra los 21 activistas, afirmando que el caso era una «mancha en la reputación de Ghana».